# Талос (зенитный ракетный комплекс)
«Та́лос» (англ. Talos) — американский корабельный зенитный ракетный комплекс дальнего радиуса действия. Создан в 1958 году, первыми носителями стали три крейсера типа «Галвестон», переоборудованные в 1958—1961 годах.

## Состав
В состав ЗРК «Талос» входили следующие составные части:
- Система управления огнём Mk 77:
  - 2 РЛС сопровождения и подсветки цели AN/SPG-49;
  - 2 РЛС управления ракетой AN/SPW-2;
  - 1 Компьютер управления стрельбой Mk 111;
  - 1 Компьютер вычисления траектории PDP-8.
- 1 Пусковая установка:
  - Mk 7 (на крейсерах типа «Галвестон»);
  - Mk 12 (на крейсере «Лонг-Бич» и крейсерах типа «Олбани»).
- Зенитные ракеты RIM-8 «Талос» в погребе пусковой установки.

Кроме того, ЗРК взаимодействовал с некоторыми системами корабля, не входившими в его состав:
- Радар воздушного обзора AN/SPS-43 — обеспечивал целеуказание для ЗРК «Талос»;
- Трёхкоординатный радар сопровождения AN/SPS-30 — при первоначальном целеуказании обеспечивал информацию о высоте цели;
- Радар обзора поверхности AN/SPS-10 — обеспечивал целеуказание по надводным целям;
- Радар управления артиллерийским огнём Mk 37 — альтернативный источник целеуказания по надводным целям.

## Принцип наведения ракеты
К 1945 году теория автоматического наведения ракеты на цель находилась в зачаточном состоянии. В 1925 году был впервые предложен принцип наведения ракет с помощью светового луча. Ракета с установленными в хвостовой части фотоэлементами выстреливалась в луч прожектора, который нацеливался с наземной станции на самолёт противника. По сигналам с фотоэлементов ракета вырабатывала управляющие сигналы рулям, которые удерживали ракету в луче прожектора и в конце концов приводили её к физическому контакту с целью. В годы Второй мировой войны в Великобритании разрабатывалась управляемая ракета Brakemine, которая наводилась на воздушную цель при помощи луча радара. Ни один из этих проектов не был доведён до работоспособного устройства, а принципы наведения ракет на большой (100 и более км) дальности вообще не были известны.
Проект «Bumblebee», в рамках которого создавалась ракета «Талос», предполагал использовать тот же самый принцип наведения по лучу радара (в литературе этот принцип иногда называют «осёдланный луч»). Главный недостаток этого принципа состоял в том, что ширина луча радара увеличивалась с дальностью, поэтому наведение было возможно только на тех расстояниях, где ширина луча не превышала радиус поражения боеголовки ракеты. Для увеличения максимальной дальности перехвата до 100 и более миль было решено сочетать управление по лучу на маршевом участке траектории с самонаведением в конечной фазе перехвата.
Техническая реализация принципа самонаведения представляла собой отдельную проблему. На ракете не удавалось разместить достаточно мощный передатчик, который позволил бы головке самонаведения захватить цель на расстоянии 20 и более км, поэтому было решено использовать принцип полуактивного самонаведения — на ракете размещался только приёмник, облучение цели осуществлялось мощным излучателем, установленным на корабле-носителе.
В простейшем случае наведение по лучу требует применения одного радара — в этом случае радар сопровождения цели одновременно выполняет функцию наведения ракеты. Однако этом метод малоэффективен при перехвате скоростных маневрирующих объектов, когда быстро меняется азимут и/или угол места цели. Следуя за лучом радара, ракета постоянно находится сзади от цели, тогда как с точки зрения эффективности перехвата следует направлять ракету с некоторым упреждением. В противном случае ракета может не догнать более скоростную цель или полностью израсходует горючее при перехвате менее скоростной. С этой точки зрения целесообразно разделить сопровождение цели и управление ракетой. Поэтому в ЗРК «Талос» в каждом из двух каналов использовалось по два радара — AN/SPG-49 и AN/SPW-2.

### Фазы перехвата
Перехват цели состоит из трёх фаз, соответственно, траектория ракеты делится на три участка:
- Участок разгона — от пуска до сброса отработанного ракетного ускорителя и включения маршевого двигателя;
- Маршевый участок — от включения маршевого двигателя до перехода ракеты в режим самонаведения;
- Конечный (терминальный) участок — от перехода ракеты в режим самонаведения до поражения цели.

### Участок разгона
Перед стартом система ориентирует гироскопы. Совместно с соответствующим контуром управления один из гироскопов обеспечивает неизменность направления движения ракеты во время работы ракетного ускорителя, другой — удерживает в течение всего полёта нулевой угол крена.
После пуска твердотопливного ускорителя ракета сходит с пусковой установки и продолжает двигаться в направлении, заданном первоначальным положением направляющей. Гироскопическая система обеспечивает в течение фазы разгона отклонение от первоначального направления не более 5°. Это необходимо, чтобы в конце разгонного участка ракета оказалась в луче радара наведения AN/SPW-2, который на маршевом участке траектории будет наводить ракету на цель. Соответственно, луч радара наведения должен быть достаточно широким (не менее 10°), поэтому при близком к горизонтальному разгонном участке ракеты возникают помехи, связанные с отражением сигнала радара от поверхности воды. Это накладывает ограничения на угол подъёма направляющей при пуске. Ракета может быть пущена при углах возвышения в пределах 25-55°.
Управление ракетой на разгонном участке имеет некоторые особенности. Поскольку крыло, рассчитанное на сверхзвуковые скорости, малоэффективно на дозвуковом полёте, коэффициенты усиления в контурах управления на начальной стадии полёта завышены в 2,6 раза. Через 1,75 с после старта, когда будет достигнута сверхзвуковая скорость, система автоматически уменьшит коэффициенты усиления до нормального уровня. Предусмотрена также защита приёмного устройства от мощного сигнала радара, который на небольших дистанциях может вывести из строя чувствительную электронику. Приёмная антенна при старте покрыта тонким защитным кожухом из сплава с малой температурой плавления. На разгонном участке ракета разогревается из-за трения об воздух, защитный кожух плавится, и к моменту выхода ракеты на маршевый участок, антенна приёмного устройства готова к работе в штатном режиме.

### Маршевый участок
Маршевый участок траектории начинается с отделения стартового ускорителя и запуска реактивного двигателя второй ступени. Система управления в этой фазе перехвата переключается из режима стабилизации направления движения в режим следования лучу радара наведения. В этот момент ракета находится в луче радара AN/SPW-2, установленного на корабле-носителе. Приёмник сигналов управления ракеты принимает сигналы радара и передаёт их системе управления, которая приводит ракету на ось симметрии луча. Когда происходит захват ракеты радаром управления, с целью увеличения точности наведения система уменьшает ширину направляющего луча.
На этой стадии перехвата коэффициент усиления в контуре управления сделан зависимым от давления воздуха, так как от него зависит плотность атмосферы и, соответственно, эффективность рулей. Благодаря этому скорость реакции ракеты на управляющие сигналы не зависит от высоты полёта.
В процессе наведения ось луча отклоняется от точки, куда следует двигаться ракете, а совершает коническое движение вокруг этой точки с частотой 30 об/с. Ширина луча и отклонение его оси от целевого направления составляют, соответственно, 3° и 0,85° (по другим данным — 4° и 2°). РЛС наведения, работающая в диапазоне 5-6 ГГц, генерирует группы из трёх импульсов с коротким интервалом между импульсами и длительным интервалом между группами. Временной интервал между группами меняется в зависимости от того, в какой фазе конического сканирования находится луч, в результате чего частота повторения групп импульсов меняется от 850 до 950 Гц. Максимальная частота повторения 950 Гц достигается в тот момент, когда луч находится в левой верхней позиции относительно оси вращения, минимальная частота 850 Гц — в правой нижней позиции относительно корабля. Таким образом, формируется частотно-модулированный импульсный сигнал с частотой модуляции 30 Гц и вариацией частоты 850—950 Гц. На основе этого сигнала приёмник ракеты формирует опорный синусоидальный сигнал с частотой 30 Гц, который используется как эталонная частота при определении фазового сдвига сигналов.
Для разного положения ракеты в зоне действия направляющего луча картина принимаемого сигнала различна. В общем случае амплитуда принимаемых импульсов меняется синусоидально. Максимальная величина импульсов также зависит от положения ракеты. Если ракета находится на окружности, по которой сканирует пространство ось луча, эта величина максимальна. Чем ближе расположена ракета к оси вращения луча, тем эта величина меньше. Таким образом, система управления ракеты получает от РЛС наведения:
- Опорный синусоидальный сигнал частотой 30 Гц, выделяемый частотным детектором;
- Синусоидальный сигнал частотой 30 Гц, выделяемый амплитудным детектором. Сдвиг фазы этого сигнала относительно опорного соответствует направлению смещения ракеты от целевого направления;
- Постоянный сигнал, выделяемый амплитудным детектором. Чем больше величина этого сигнала, чем сильнее отклонилась ракета от целевого направления.

Вычислив вектор отклонения ракеты от целевого направления, система управления вырабатывает сигналы для рулей, которые приводят ракету на нужную траекторию.
Поскольку на корабле может быть несколько станций наведения, и в полёте может одновременно находиться несколько ракет, необходимо различать сигналы различных станций наведения. Идентификационным признаком станции являются интервалы между импульсами в трёхимпульсных группах.
Сигнал радара наведения, принятый ракетой, ретранслируется обратно антенной, установленной в хвостовой части. Этот сигнал принимается радаром AN/SPW-2 и используется для вычисления дальности и угловых координат ракеты с целью их использования при расчёте траектории наведения. Компенсация качки корабля осуществляется системой наведения, которая вносит поправки в управляющие сигналы в соответствии с сигналом гироскопического датчика.
Примерно за 10 секунд до встречи с целью ракета по сигналу с корабля-носителя переводится в режим самонаведения.

### Терминальный участок
На терминальной стадии перехвата ракета направляется на цель в режиме полуактивного самонаведения, руководствуясь отражённым от цели сигналом радара AN/SPG-49, который переводится в режим непрерывного излучения.
Наведение осуществляется путём поддержания постоянного курсового угла цели относительно ракеты. Благодаря этому ракета летит не точно на цель, а по более оптимальной траектории с упреждением в точку, где при данной скорости ракеты и цели должна произойти их встреча. 4 интерферометрических датчика в головной части ракеты принимают сигналы от цели, определяя её угловые координаты. При изменении угловых координат цели система управления ракеты вырабатывает управляющее воздействие на рули, которые поддерживают постоянный курсовой угол цели.

## Тактико-технические характеристики
Комплекс обладал следующими характеристиками:
- Зона поражения:
  - по дальности — 105 км
  - по высоте — 28 км
- Скорость ракеты — 2,5 М
- Масса ракеты:
  - без ускорителя — 410 кг
  - с ускорителем — 3175 кг
- Управление:
  - маршевый участок — по радиолучу
  - оконечный участок — полуактивное радиолокационное самонаведение
- Боевая часть:
  - ядерная — W30
  - осколочно-фугасная — 136 кг

## Корабли-носители
- Ракетные крейсера типа «Галвестон»
- Ракетные крейсера типа «Олбани»
- Ракетный крейсер «Лонг-Бич»

### Хронология
В таблице для кораблей с ЗРК «Талос» указаны даты вступления в строй после реконструкции, связанной с установкой ЗРК, и дата снятия ЗРК с вооружения по причине демонтажа (отмечено в примечании) или вывода корабля из состава флота.
| Корабль               | Тип         | ПУ        | Радары SPG-49 | ЗРК в строю | ЗРК списан | Примечание       |
| --------------------- | ----------- | --------- | ------------- | ----------- | ---------- | ---------------- |
| CLG-3 «Галвестон»     | «Галвестон» | 1 × Mk 7  | 2             | 28.05.1958  | 25.05.1970 |                  |
| CLG-4 «Литтл-Рок»     | «Галвестон» | 1 × Mk 7  | 2             | 03.06.1960  | 22.11.1976 |                  |
| CLG-5 «Оклахома-Сити» | «Галвестон» | 1 × Mk 7  | 2             | 07.09.1960  | 15.12.1979 |                  |
| CGN-9 «Лонг-Бич»      | «Лонг-Бич»  | 1 × Mk 12 | 2             | 09.09.1961  | 1978       | ЗРК демонтирован |
| CG-10 «Олбани»        | «Олбани»    | 2 × Mk 12 | 4             | 03.11.1962  | 29.08.1980 |                  |
| CG-11 «Коламбус»      | «Олбани»    | 2 × Mk 12 | 4             | 01.12.1962  | 31.01.1975 |                  |
| CG-12 «Чикаго»        | «Олбани»    | 2 × Mk 12 | 4             | 02.05.1964  | 01.03.1980 |                  |

## Оценка проекта
ЗРК «Талос» имел ограниченное применение из-за большой массы ракеты, пусковой установки и сопутствующей электронной аппаратуры. Двухканальная система требовала наличия четырёх радаров (два AN/SPG-49 и два AN/SPW-2). Установка такой системы была возможна только на кораблях большого водоизмещения, но даже корабли класса тяжёлый крейсер испытывали проблемы с остойчивостью из-за большой массы оборудования, установленного в надводной части корабля.

## Судьба проекта
ЗРК «Талос» перестал эксплуатироваться в ВМС США в 1976 году. На крейсере «Лонг-Бич» ЗРК был демонтирован в 1978 году, на остальных кораблях он оставался до момента вывода корабля из состава флота. Последним кораблём, оснащённым ЗРК «Талос», был крейсер «Олбани», выведенный из состава флота в августе 1980 года. На смену «Талосу» пришли ракеты RIM-67 Standard, которые запускались с пусковой установки Mk 10 меньшего размера.
Не израсходованные к 1976 году ракеты «Талос» были конвертированы в сверхзвуковые ракеты-мишени MQM-8G «Вандал». Запас этих ракет был израсходован к 2008 году.